# Instituto Internacional de Madrid
El Instituto Internacional de Madrid es un centro cultural estadounidense afincado en Madrid. Fundado en 1903, tuvo antes su emplazamiento en Santander, San Sebastián y Biarritz (Francia), creado y dirigido por la  misionera y educadora protestante Alice Gordon Gulick, quien al fallecer ese mismo año de 1903 no llegaría a ver su definitiva instalación en la capital de España.

## Historia

### Alice Gulick
La Constitución española de 1869 proclamó la libertad de cultos para España. Animados por esta nueva ley, grupos de misioneros protestantes vinieron a España. Entre ellos, el matrimonio estadounidense conformado por William y Alice Gulick. Llegaron en 1871 y fundaron en Santander una misión con muchas dificultades pues, a pesar de la nueva ley, los prejuicios religiosos todavía dominaban en las provincias españolas, como describió Benito Pérez Galdós en su novela Doña Perfecta de 1876.
En un primer momento, Alice fundó un pequeño internado para chicas en su propia casa, semilla del futuro Instituto Internacional (inscrito en el Commonwealth de Massachusetts como una asociación benéfico-docente sin ánimo de lucro), cuya creación oficial en 1892 coincidió con el cuarto centenario del descubrimiento de América.
En 1892 el colegio de los Gulick se trasladó a San Sebastián con el nombre de "Colegio Norteamericano", permaneciendo en la capital guipuzcoana hasta que la guerra hispano-estadounidense interrumpió temporalmente sus actividades. Durante sus años en San Sebastián, el colegio recibió alumnas de toda España, así como de otros países. Para sus actividades contaba con la cooperación de profesoras graduadas en «colleges» femeninos del este de los Estados Unidos, principalmente del Smith, el Mount Holyoke y el Wellesley. Alumnas preparadas en el Colegio Norteamericano empezaron a presentarse por libre a los exámenes en el Instituto de Guipúzcoa en San Sebastián y a obtener su título de bachiller, y dos de ellas se prepararon para examinarse por libre en la Universidad de Madrid para obtener la Licenciatura en Filosofía y Letras, que conseguirían en 1897. La guerra hispano-estadounidense que estalló en abril de 1898, aconsejó un prudente trasladó del Colegio Norteamericano a Biarritz, al otro lado de la frontera hispano-francesa, donde permanecería hasta el otoño de 1903.
En ese último cuarto del siglo XIX, el matrimonio Gulick había establecido relaciones con Gumersindo Azcárate, con Francisco Giner de los Ríos y con Manuel Bartolomé Cossío, impulsores de la Institución Libre de Enseñanza, cuyos métodos coincidían con el sistema de integración que permitía a niñas católicas y protestantes estudiar juntas. Estimulados por los líderes institucionistas, los Gulick hicieron su primer viaje a Madrid en 1901. Aconsejados por Azcárate, su abogado y consejero, compraron un hotelito en la esquina del paseo de Eduardo Dato con la calle de Fortuny, en la zona señorial del barrio de Chamberí, y que tras las obras de restauración permitió el traslado del Instituto a Madrid en otoño de 1903. En septiembre de ese mismo año moría en Inglaterra Alice Gordon Gulick y el hotelito de la calle Fortuny se inauguró con su funeral.
Paralelamente, en enero de 1903 el Consorcio reunido en la Old South Church de Boston propuso reunir fondos para la construcción en Madrid de un segundo edificio vecino al de la esquina de Fortuny, con amplias salas de clase, laboratorios y biblioteca. Aquellos fondos dieron como fruto el edificio de la calle Miguel Ángel, cuya construcción se terminó en 1910, constituyéndose en sede del Instituto y encomendándose su dirección a Susan Huntington, graduada de Wellesley. El nuevo centro, en colaboración con la Junta para Ampliación de Estudios, se convertiría en un importante foco educativo para la mujer española en los siguientes años y serviría de modelo a dos proyectos pioneros de la renovación pedagógica en España, la Residencia de Señoritas y Instituto-Escuela, con los que colaboró generosamente.

### Susan Huntington
Huntington transformó el Instituto Internacional. Se ampliaron sus programas, que se extendieron desde el jardín de infancia hasta el fin del bachillerato; se crearon cursos de preparación para el acceso a la Escuela Normal de Magisterio y para el Conservatorio de música. Intelectuales como José Ortega y Gasset, Rafael Altamira, Juan Ramón Jiménez, Ramón Menéndez Pidal, entre otros, pronunciaron conferencias en su Paraninfo. El Instituto, que mantenía el nombre con que fue inscrito en Boston en 1892, en 1916 contaba con 25 alumnas de distintas nacionalidades, española, francesa, húngara, peruana, puertorriqueña, portuguesa y estadounidenss.

### Colaboración con la JAE
En 1907, por la influencia de los educadores de la Institución Libre de Enseñanza, el Gobierno Español creó la Junta para Ampliación de Estudios e Investigaciones Científicas (la JAE), centro oficial que inició su labor con la creación del patronato de pensiones y la continuó con la fundación de la Residencia de Estudiantes, establecida en 1910 en la calle Fortuny y más tarde trasladada al complejo de instalaciones de la calle del Pinar. El secretario de la JAE, José Castillejo, solicitó la cooperación del Instituto para dar alojamiento a las estudiantes de los cursos de verano para extranjeros creados por la Junta. Y así, durante casi dos décadas, el Instituto se convirtió en mecenas de diversos proyectos de la JAE, con especial dedicación a todos los temas relacionados con la educación de la mujer y de la infancia.

### María de Maeztu y el Instituto

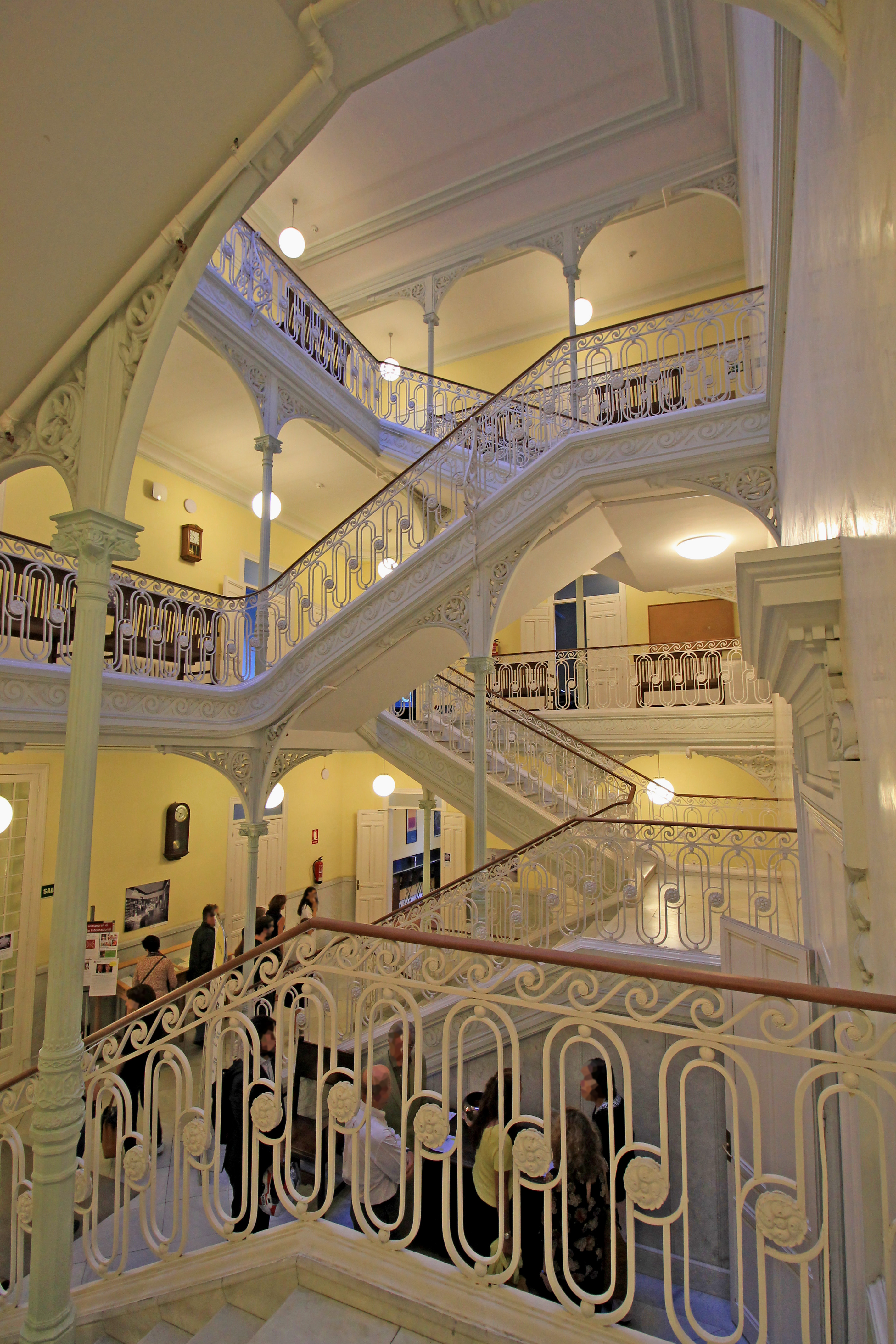
Interior del edificio de la calle Miguel Ángel.

La creación en 1915 de la Residencia de Señoritas, bajo la dirección de María de Maeztu, propició uno de los mayores vínculos de colaboración entre el Instituto Internacional y la JAE.
La gestión de Castillejo y de Maeztu permitió la instalación de dicha Residencia en sendos edificios de la Institución estadounidense, el de la calle Fortuny, en un principio, y en el más amplio de la calle Miguel Ángel, después, compartiendo espacio desde 1918 con el Instituto-Escuela. Colaboración que no se limitó a la utilización de sus locales, el Instituto se encargó del internado de niñas del Instituto-Escuela, así como de las clases de inglés, deportes y juegos. Con respecto al programa docente de la Residencia de Señoritas, y bajo la dirección de Mary Loise Foster del Smith College, se organizaron cursos de laboratorio de química, dadas las dificultades de acceso de la mujer a determinados privilegios universitarios.
En 1920, María de Maeztu, en un tono de excelentes relaciones con el Consorcio de Boston, puso en marcha en la biblioteca del edificio de Miguel Ángel el Lyceum Club Femenino.

### Los años treinta
En 1930 llegaría al Instituto Internacional el primer grupo de estudiantes del tercer año (juniors) de un «college» estadounidense  para perfeccionar la lengua española y para estudiar la cultura e historia de España. También en ese periodo se organizaron los primeros cursos de biblioteconomía para preparar bibliotecarias y archiveras, a partir del método de catalogación de Dewey. Pero la expansión de los años primeros años de la Segunda República Española, en especial en aspectos como la educación de la mujer, se vieron truncados con el estallido de la guerra civil en 1936.

### Postguerra y supervivencia
Para evitar que las propiedades del Instituto Internacional fuesen confiscadas por la Falange, que ya había usado algunas para alojar un grupo de chicas de la Juventud Hitleriana, el embajadorviera como r de los Estados Unidos, Carlton Hayes, alquiló la sede de la calle Miguel Ángel, para que sirviera como archivo. Caducado ese contrato de alquiler en 1950, la Corporación que, desde Boston, continuaba rigiendo los bienes del Instituto Internacional, le buscó un nuevo destino, el Colegio Estudio, centro privado que desde 1940 funcionaba bajo la dirección de sus tres creadoras: Jimena Menéndez Pidal, Ángeles Gasset y Carmen García del Diestro.
El Colegio Estudio, que trataba de mantener en Madrid un refugio para la educación liberal en consonancia con la tradición y los principios del desaparecido Instituto-Escuela, necesitaba más espacio, pero no contaba con los fondos necesarios para alquilarlo. Una vez más, el Instituto Internacional puso a su disposición la mitad del edificio de la calle de Miguel Ángel sin cobrar su alquiler (tan solo tendrían que pagar la mitad de los gastos de mantenimiento de la casa). Allí encontraron trabajo un buen número de profesores que habían perdido su cátedra por razones políticas.

### Recuperación
A pesar de que en la década de 1970, el Instituto estuvo a punto de desaparecer cuando la Corporación de Boston votó su clausura por falta de fondos, superada la crisis ha continuado su trayectoria siguiendo los objetivos originales: el intercambio cultural entre España y los Estados Unidos de América y la educación de la mujer; además de mantener su Biblioteca y organizar y patrocinar coloquios, conciertos, seminarios y ciclos de cine, artes, humanidades, pedagogía, ciencias, tecnología y ciencias sociales. También ofrece un Programa de Lengua y Cultura Norteamericanas y la Beca Ruth Lee Kennedy de apoyo a la investigación.